# Nicolás Rodríguez Peña
Nicolás Rodríguez Peña (Buenos Aires, 30 de abril de 1775 - Santiago de Chile, 3 de diciembre de 1853) fue un comerciante y político argentino conocido principalmente por su actuación durante la Revolución de Mayo y por haber integrado el Segundo Triunvirato.

## Biografía
Nicolás Rodríguez Peña nació en Buenos Aires, en el entonces Virreinato del Perú, el 30 de abril de 1775.
Se dedicó al comercio, lo que le permitió reunir una considerable fortuna. Entre sus varias empresas exitosas, se cuenta la jabonería que tenía en sociedad con Hipólito Vieytes, la que se hizo famosa como centro de conspiraciones contra la monarquía española. En 1805 era miembro de la «Logia Independencia», con Juan José Castelli, Manuel Belgrano y otros; este grupo y otros similares solían reunirse en su quinta, ubicada en el solar de la plaza que hoy lleva su nombre en Buenos Aires.
Participó como miembro de las milicias contra las dos Invasiones Inglesas al Virreinato del Río de la Plata durante 1806 y 1807.
Tras integrar el grupo conspirador que apoyaba al carlotismo, promovió y financió las acciones políticas previas a la Revolución de Mayo. Tuvo destaca actuación en el cabildo abierto del 22 de mayo.
Colaboró en la formación de la Primera Junta de gobierno patrio. Fue secretario de Castelli, aunque no compartía todas sus ideas, acompañándolo en la expedición de las tropas porteñas a fin de sofocar la Contrarrevolución de Córdoba, donde autorizó el fusilamiento del ex virrey Santiago de Liniers y los demás contrarrevolucionarios vencidos. Continuó con Ejército del Norte en la Primera expedición auxiliadora al Alto Perú, tras actuar en la Batalla de Suipacha, ingresó en las provincias de arriba y por un corto tiempo fue gobernador de La Paz.
Rodríguez Peña regresó a Buenos Aires en febrero de 1811 y ocupó el lugar de Mariano Moreno en la Primera Junta. Pero fue expulsado por la revolución de abril de 1811 conocida como el «Movimiento o Revolución de los orilleros» a través de la cual el grupo moderado liderado por Cornelio Saavedra se aseguró el control de la Junta Grande y eliminó a la minoría radical afín a Moreno. La revolución lo confinó a San Juan. Volvió a fines de ese año, dedicándose a los negocios; se incorporó a la Logia Lautaro, instalada recientemente en la capital y  dirigida por Carlos María de Alvear y José de San Martín. A raíz de la revolución del 8 de octubre de 1812, que derrocó al Primer Triunvirato, fue elegido miembro del Segundo Triunvirato. Este fue un gobierno condicionado en forma creciente por la Asamblea del Año XIII, es decir de la Logia Lautaro, que la controlaba.
Cuando el Segundo Triunvirato fue disuelto, tras las derrotas de Manuel Belgrano en Vilcapugio y Ayohúma, que puso fin a la Segunda expedición auxiliadora al Alto Perú, la Logia Lautaro decidió concentrar el poder en un ejecutivo unipersonal creando el cargo de Director Supremo de las Provincias Unidas del Río de la Plata. Gervasio Antonio de Posadas, elegido Director Supremo, designó a Rodríguez Peña para presidir el Consejo de Estado. También le asignó el grado de coronel de ejército. 
En 1814 fue nombrado primer gobernador delegado de la Provincia Oriental, cargo que ejerció por poco tiempo.
A la caída del Director Supremo, Carlos María de Alvear, fue sometido a proceso y condenado a destierro, pero poco después se lo autorizó a residir en San Juan.
En 1816 se dirigió nuevamente a Buenos Aires, pero el nuevo Director Supremo, Juan Martín de Pueyrredón, lo obligó a retirarse nuevamente a San Juan. Allí ayudó al general José de San Martín en la organización del Ejército de los Andes.
Después de la Batalla de Chacabuco Rodríguez Peña se exilió en Santiago de Chile, donde permaneció hasta el día de su muerte, ocurrida en diciembre de 1853.
Sus restos mortales descansan en el Cementerio de la Recoleta de la Ciudad de Buenos Aires.
Estaba casado con Casilda Igarzabal, con quien tuvo cuatro hijos: Jacinto, Demetrio, Nicolás y Catalina.

## Versión audible
Grabación de este artículo en la versión del 22:36 22 abr 2010

- Datos: Q380742
- Multimedia: Nicolás Rodríguez Peña / Q380742